# ココ海峡
ココ海峡（Coco Channel）は、インド領のアンダマン諸島とミャンマー領のココ諸島の間に横たわる、インド洋の海峡である。すなわち、ここにインドとミャンマーの国境が走っている。

## 国際関係
ココ諸島はミャンマー領だが、中国はミャンマーに資金を貸し付けて、ココ諸島に中国が軍事基地を建設することを認めさせ、ココ諸島に軍隊を駐留させた。中国は中東地域で産出した原油を、ミャンマーの海岸から中国へ輸送するパイプラインを稼動させているなど、ミャンマーと関係を深めている。
一方で、インドと中国は領土問題などで争っており、例えばアルナチャル・プラデシュ州はインドが実効支配しているものの、中国が勝手に道路を建設し、それにインドが反発したりといったことが起きてきた。さらに、インド・中国・パキスタンで争っているカシミール地方の問題もある。なお、中国はパキスタンとの物流の改善のため、パキスタンとの関係も深めている。